# Biclonuncaria
Biclonuncaria là một chi bướm đêm thuộc họ Tortricidae.

## Các loài
- Biclonuncaria alota  Razowski & Becker, 1993
- Biclonuncaria cerucha  Razowski & Becker, 1993
- Biclonuncaria coniata  Razowski & Becker, 1993
- Biclonuncaria conica  Razowski & Becker, 1993
- Biclonuncaria dalbergiae  Razowski & Becker, 1993
- Biclonuncaria deutera  Razowski & Becker, 1993
- Biclonuncaria foeda  Razowski & Becker, 1993
- Biclonuncaria juanita  Razowski & Becker, 1993
- Biclonuncaria phaedroptera  Razowski & Becker, 1993
- Biclonuncaria residua  Razowski & Becker, 1993
- Biclonuncaria tetrica  Razowski & Becker, 1993